# Unió Andorrana
Unió Andorrana va ser una formació política andorrana nascuda l'any 1933 al caliu dels fets de la revolució del 33. La formació defensava el sufragi universal masculí, la creació d'un estatus de nacionalitat andorrana i el Consell General acabat de destituir per les forces d'ocupació franceses.

## Història
El partit va ser creat pel grup "Joves Andorrans" i en mig dels fets de la revolució de 1933, després de les amenaçes d'ambdos coprinceps d'intervenir en els afers interns andorrans al haver estat aprovat el sufragi universal masculí per part del Consell General. Els consellers que formaven part d'aquesta formació es van presentar a les eleccions al Consell General d'Andorra de 1933 on, segons les dades de l'època, van ser triats cinc consellers generals d'Unió Andorrana: un conseller a les Escaldes i els quatre restants a Canillo, on tots els candidats guanyadors eren d'aquesta formació. Malgrat els resultats, l'elecció de 14 consellers generals del Grup Nacionalista Integral o "pro co-princeps" va suposar la derrota de les idees d'aquesta formació.